# Vanessa Hudgens
Vanessa Anne Hudgens (Salinas, 14 de dezembro de 1988) é uma atriz, cantora, produtora, dubladora, apresentadora e empresária norte-americana. Tornou-se mundialmente conhecida ao interpretar a personagem Gabriella Montez nos filmes da franquia High School Musical.
O sucesso de High School Musical levou Vanessa a assinar contrato com a gravadora Hollywood Records, lançando seu primeiro álbum solo em 2006, chamado V, seguido pelo Identified em 2008. Após isso, decidiu focar em sua carreira de atriz, estrelando longas como Sucker Punch: Mundo Surreal, Spring Breakers: Garotas Perigosas, Em Busca de Um Lar, Grease: Live!, Uma Nova Chance, a franquia A Princesa e a Plebeia, Bad Boys para Sempre e Tick, Tick... Boom!. Como dubladora, dá voz à personagem Sunny Starscout, na franquia My Little Pony. Nos palcos, Hudgens estrelou em produções como RENT no Hollywood Bowl, Gigi na Broadway e In the Heights no Kennedy Center.
Além da atuação, Hudgens também tem se dedicado às carreiras de produtora e empresária, sendo co-fundadora de três empresas: Caliwater (água orgânica de cacto), KNOW Beauty (produtos para cuidados com a pele) e Thomas Ashbourne (drinks alcoólicos).

## Biografia
Vanessa Anne Hudgens nasceu em Salinas, Califórnia, no dia 14 de dezembro de 1988, e foi criada na Costa Oeste dos Estados Unidos, de Oregon ao Sul da Califórnia. Ela é filha de Gina Guangco, que manteve uma sucessão de empregos de escritório, e Gregory Thomas Hudgens, um bombeiro (falecido em 30 de janeiro de 2016, vítima de câncer). Ela tem uma irmã mais nova, Stella Hudgens. Ela foi criada como Católica,  mas se identifica apenas como uma cristã.
Hudgens tem ascendência irlandesa e nativo-americana por parte de pai e ascendência filipina, chinesa e espanhola por parte de mãe, que é natural de Manila, capital das Filipinas.
Hudgens fez sua primeira peça teatral com apenas 2 anos de idade, em uma festa natalina na pré-escola, onde interpretou a Virgem Maria e cantou Away in a Manger; foi assim que seus pais perceberam que ela tinha potencial para o entretenimento. Com 4 anos ela foi matriculada em aulas de dança, e aos 5 anos de idade, ganhou de natal seus primeiros sapatos de sapateado. Vanessa estudou por um curto período na escola de artes Orange County High School of the Arts, antes de optar por ser educada em casa, após a sétima série.

## Carreira

### 1998–2004: O início
Com 9 anos de idade, Hudgens começou a participar oficialmente de teatros musicais e apareceu em muitas peças locais. Entre 1998 e 1999 ganhou destaque interpretando Cindy Lou Who no musical Dr. Seuss' How the Grinch Stole Christmas! The Musical. Dois anos depois, começou a fazer audições para comerciais e programas de televisão, e sua família se mudou para Los Angeles depois que ela ganhou um papel em um comercial de televisão.
Hudgens começou participando de séries como Apesar de Tudo, Robbery Homicide Division, The Brothers Garcia e Bus Life. Sua estreia nos cinemas foi em 2003, no filme de drama Aos Treze, interpretando a personagem Noel, em uma pequena participação. O filme teve boa recepção da crítica. No ano seguinte, dublou a personagem Tin-Tin Kyrano no filme de animação Os Thunderbirds.

### 2005–2006: High School Musical e Sucesso Internacional

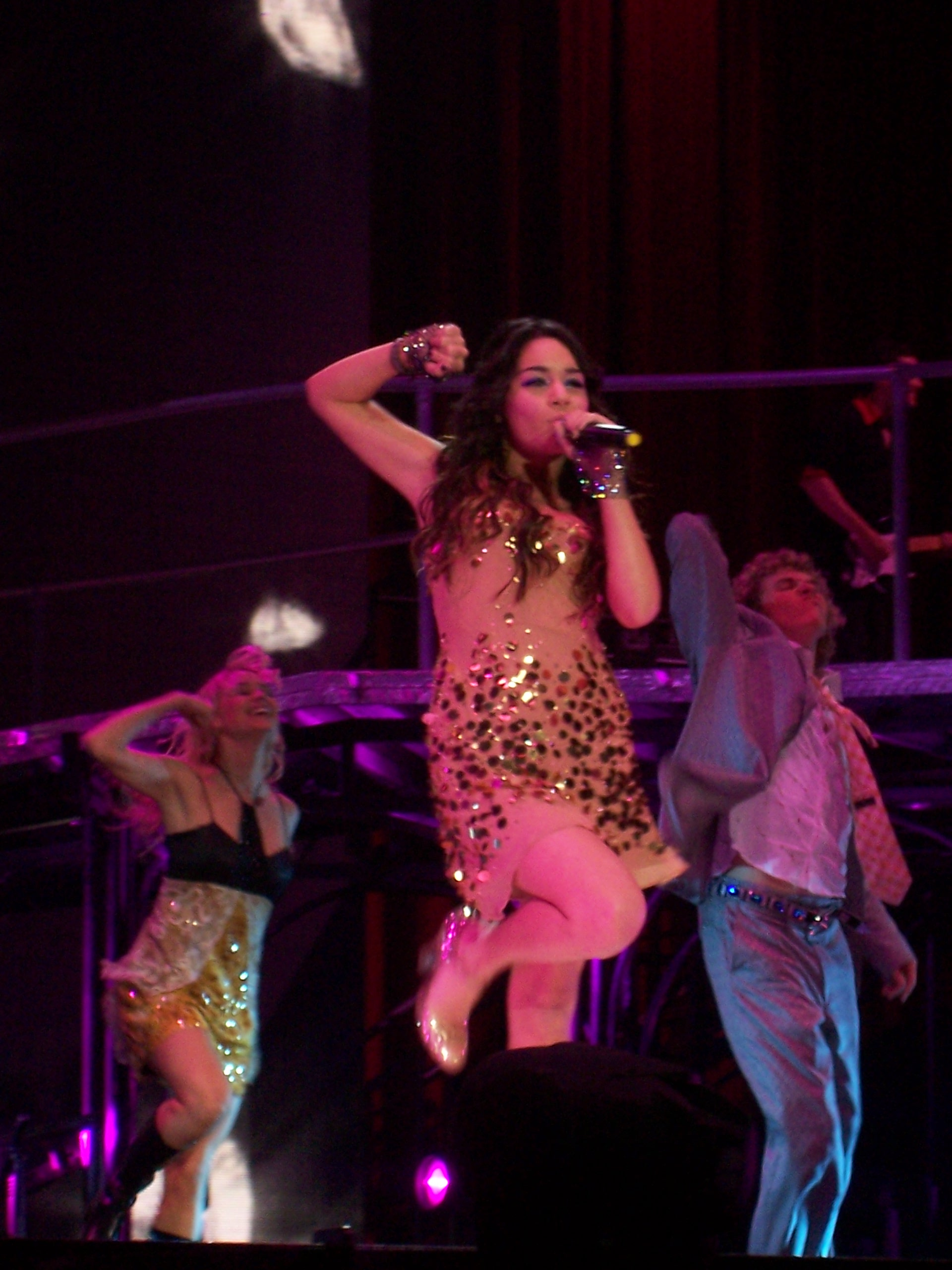
Hudgens durante a turnê High School Musical: The Concert, em 2006/2007

No fim de 2005, Vanessa fez teste para um novo filme musical do Disney Channel, intitulado, High School Musical. Na audição, ela cantou a música "Angels", de Robbie Williams, e após diversas eliminatórias, ganhou o papel. Seu par nas audições foi Zac Efron, que ficou com ela até o final. High School Musical estreou em 20 de janeiro de 2006 nos Estados Unidos e atraiu 7,7 milhões de espectadores durante sua primeira exibição. A trilha sonora vendeu mais de 11 milhões de cópias mundialmente e 5 milhões nos Estados Unidos, sendo o álbum mais vendido de 2006 nos EUA. Vanessa e Zac, como Gabriella e Troy respectivamente, quebraram um recorde na Billboard Hot 100 por terem tido suas quatro primeiras canções (seis, se forem incluídas as canções creditadas como o elenco do filme) em suas duas primeiras semanas na tabela, superando os Beatles, que tiveram suas quatro primeiras canções em quatro semanas na tabela em 1964; O dueto "Breaking Free" pulou da posição 86 ao número 4 em uma semana, o maior salto de um single nos 48 anos da parada. Em 2006, Hudgens também participou de séries como Zack & Cody: Gêmeos em Ação, onde interpretou Corrie e contracenou com suas colegas de High School Musical, Ashley Tisdale e Monique Coleman, e Drake & Josh, como Rebecca, namorada de Drake.
Com o sucesso de High School Musical, Hudgens assinou um contrato com a Hollywood Records para a gravação de seu primeiro álbum solo, intitulado V, que foi lançado no dia 26 de setembro de 2006. Em sua primeira semana, o álbum vendeu 34 mil cópias, estreando no 24º lugar na Billboard 200 nos EUA. Posteriormente, atingiu a marca de 570 mil cópias vendidas nos EUA, recebendo disco de ouro; O álbum produziu dois singles: "Come Back to Me", lançado em 2006, e "Say OK", lançado em 2007. "Come Back to Me"  atingiu o 55º lugar na Billboard Hot 100 e obteve sucesso internacional. "Say OK" cujo seu videoclipe também é estrelado por seu namorado na época, Zac Efron, chegou ao 61º lugar na Billboard Hot 100 e também obteve sucesso internacional; Ambos os singles foram certificados com disco de ouro nos Estados Unidos. 
Para promover o álbum, Hudgens abriu alguns shows da turnê The Party's Just Begun Tour da girl band, The Cheetah Girls. Em novembro de 2006, ela iniciou a turnê High School Musical: The Concert, junto com seus colegas de elenco; A turnê passou pela América do Norte e América Latina. Vanessa também tinha um momento solo no show, onde cantava as três músicas de trabalho do seu álbum. A turnê foi até maio de 2007.

### 2007–2008: High School Musical 2 e 3 e Identified

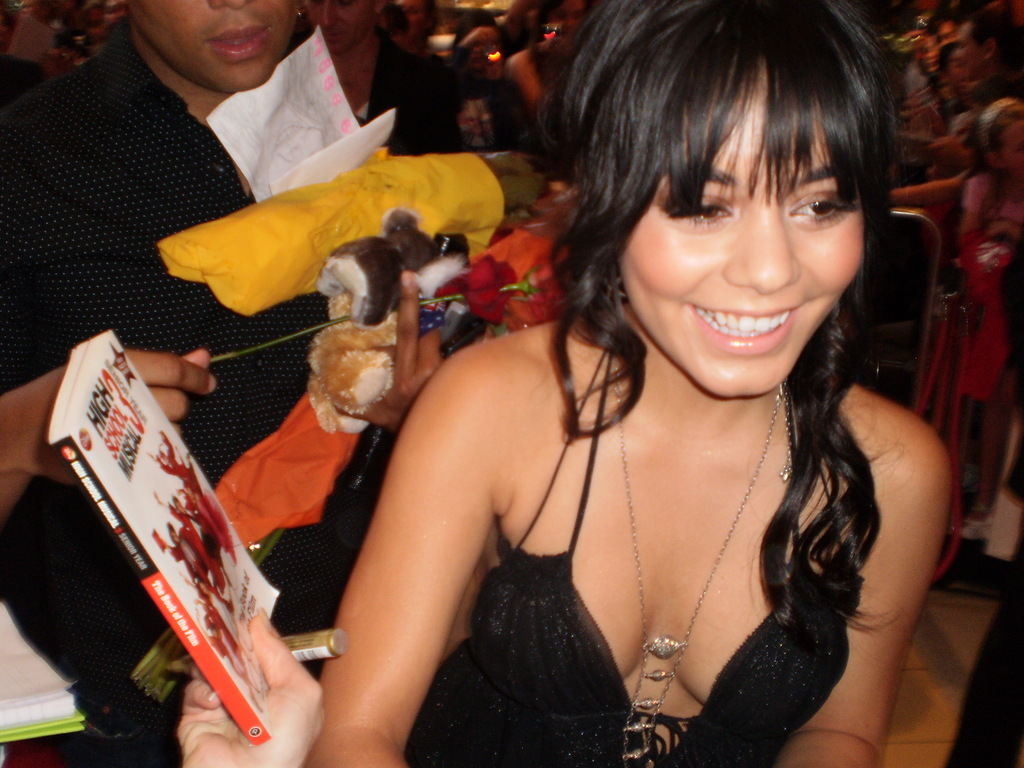
Hudgens na première de High School Musical 3: Senior Year em Melbourne, 2008

No Teen Choice Awards 2007, Hudgens ganhou o prêmio de Cantora Revelação; Ela apareceu na coletânea Disneymania, cantando "Colors of the Wind", tema do filme Pocahontas e fez uma participação no primeiro álbum de Corbin Bleu, na faixa "Still There For Me".
Em outubro de 2007, estrelou High School Musical 2, o segundo filme da franquia, que bateu vários recordes ao redor do mundo. A trilha sonora do filme teve vendas de mais de 3,4 milhões de cópias nos Estados Unidos e mais de 6 milhões mundialmente. Também alcançou uma marca histórica de audiência em sua estreia; Cerca de 17,2 milhões de espectadores assistiram sua primeira exibição, sendo essa a maior audiência da história do Disney Channel. Ainda no final de 2007, se apresentou para o então presidente dos EUA, George W. Bush, num especial de natal, onde cantou com Katharine McPhee e Ne-Yo a canção "The Christmas Song", e apresentou duas canções solo: "Everybody Knows / Merry Christmas" e "Gloria In Excelsis Deo".
Em 1º de julho de 2008, é lançado seu segundo álbum de estúdio, Identified; Na primeira semana, o álbum vendeu 22 mil cópias nos Estados Unidos, estreando no 23º lugar na Billboard 200. O primeiro e único single do álbum "Sneakernight", atingiu 88ª posição na Billboard Hot 100 e a 8ª posição na parada Dance Club Songs da Billboard. O álbum teve vendas modestas comparadas ao seu lançamento anterior. Em 1º de agosto de 2008, Hudgens iniciou sua primeira turnê solo chamada "Identified Summer Tour", que passou pelos Estados Unidos, Canadá e México; A turnê foi encerrada em outubro. Ainda em 2008, Vanessa reprisa seu papel de Gabriela pela última vez em High School Musical 3: Senior Year. O primeiro e único filme da franquia a ser lançado nos cinemas e foi um sucesso comercial. A trilha sonora vendeu mais de 1,5 milhões de cópias nos Estados Unidos e 3,5 milhões mundialmente. Junto do elenco, ela apresentou um prêmio no MTV Video Music Awards de 2008 e fez uma turnê de lançamento pela Europa para promover o filme.

### 2009–2010: Foco na atuação e Pausa na carreira musical
Em 23 de fevereiro de 2009, Vanessa fez uma performance musical no Oscar, ao lado de Zac Efron, Beyoncé, Hugh Jackman, Amanda Seyfried e Dominic Cooper; A apresentação, intitulada "The Musical Is Back", fez uma homenagem a diversos musicais, misturando diversas canções clássicas e atuais, incluindo Last Chance, de High School Musical 3. 

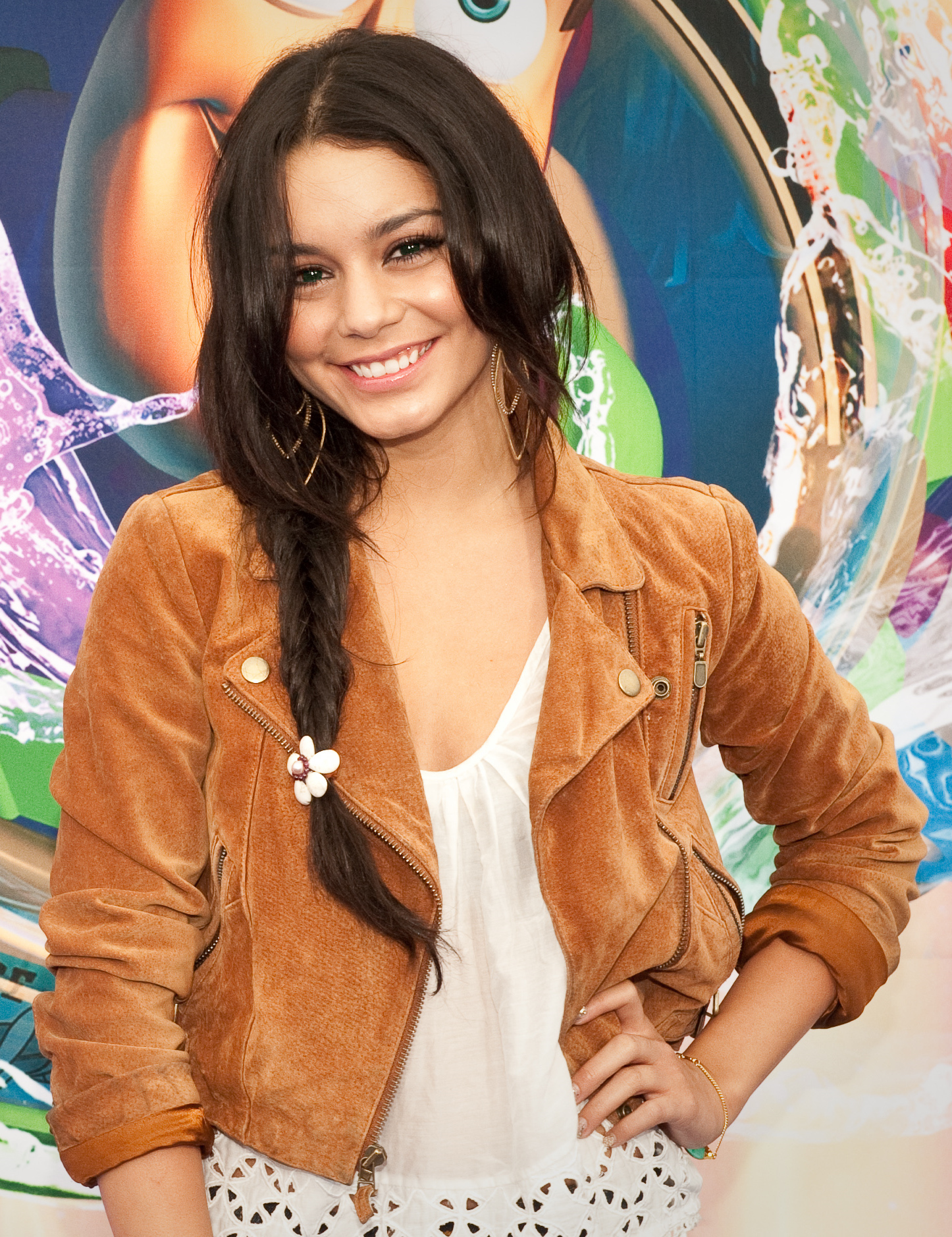
Vanessa em 2010

Em entrevista à MTV em junho de 2009, Vanessa disse que daria um tempo na sua carreira musical para focar na atuação. Apesar disso, ela ainda participou da coletânea natalina beneficente A Very Special Christmas Vol.7, cantando a canção "Winter Wonderland". Todos os lucros foram revertidos para as paraolimpíadas.
Em 14 de agosto de 2009, chega aos cinemas seu novo filme Bandslam, onde ela interpreta "Sa5m", uma garota de 15 anos tímida e antissocial; Na trilha sonora ela cantou a música "Everything I Own", em duas versões. Embora não tenha tido sucesso comercial, Vanessa recebeu boas críticas. Ainda neste ano, foram confirmados dois filmes: A Fera, onde interpretou Lindy Taylor ao lado de Alex Pettyfer e Mary-Kate Olsen, e Sucker Punch: Mundo Surreal escrito e dirigido por Zack Snyder, onde interpretou Blondie. A Fera foi lançado nos cinemas em 4 de março de 2011 e Sucker Punch em 25 de março do mesmo ano.
Depois de muitos anos, Vanessa retornou às produções teatrais a convite de Neil Patrick Harris, para interpretar Mimi Marquéz no musical de sucesso Rent. Seu envolvimento na peça gerou alguns comentários negativos, mas ela foi defendida por Neil. A peça foi apresentada dos dias 6 a 8 de agosto de 2010, no Hollywood Bowl, tendo seus ingressos esgotados para todos os dias.

### 2011–2013: Amadurecimento artístico e Filmes independentes

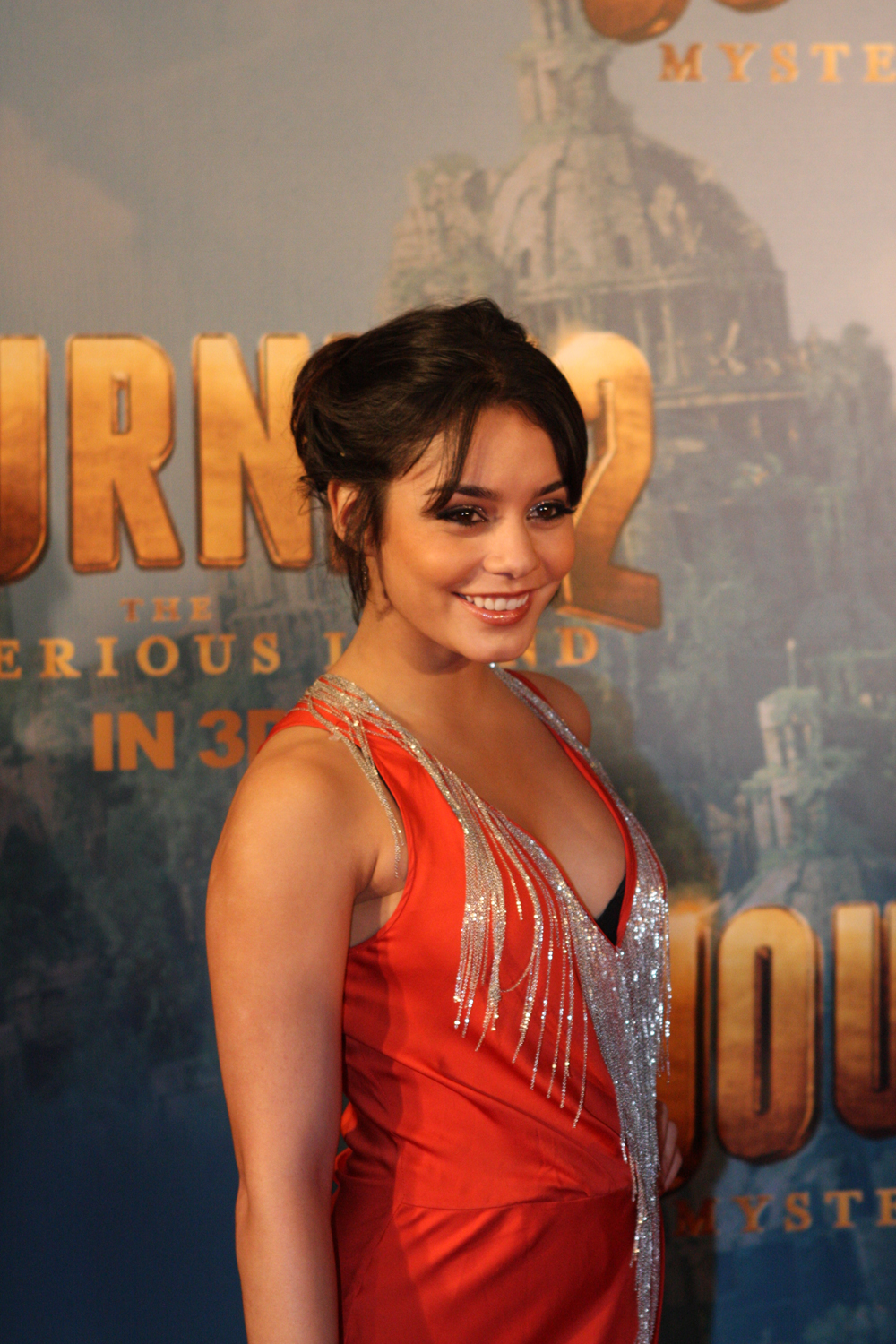
Hudgens na première australiana de "Viagem 2: A Ilha Misteriosa", em 2012

Em 10 de fevereiro de 2012, chega aos cinemas Viagem 2: A Ilha Misteriosa, onde Vanessa estrela como a protagonista Kailani; Ela contracenou com Dwayne Johnson, Josh Hutcherson e Michael Caine. O filme foi um sucesso comercial. Ainda em 2012, Vanessa participou do evento da Broadway, The 24 Hour Plays on Broadway, onde atuou na peça Workday, que falava sobre a farsa nos bastidores da política vista através dos olhos da atriz. No seu grupo de atores estavam B.B. King, Emmanuelle Chriqui e Maura Tierney. O evento anual consiste na criação de uma peça teatral em apenas 24h, indo do roteiro à atuação. Grupos formados por atores, diretores e escritores são criados, e assim, durante as 24h uma peça de 10 minutos é criada e apresentada ao vivo para uma plateia.

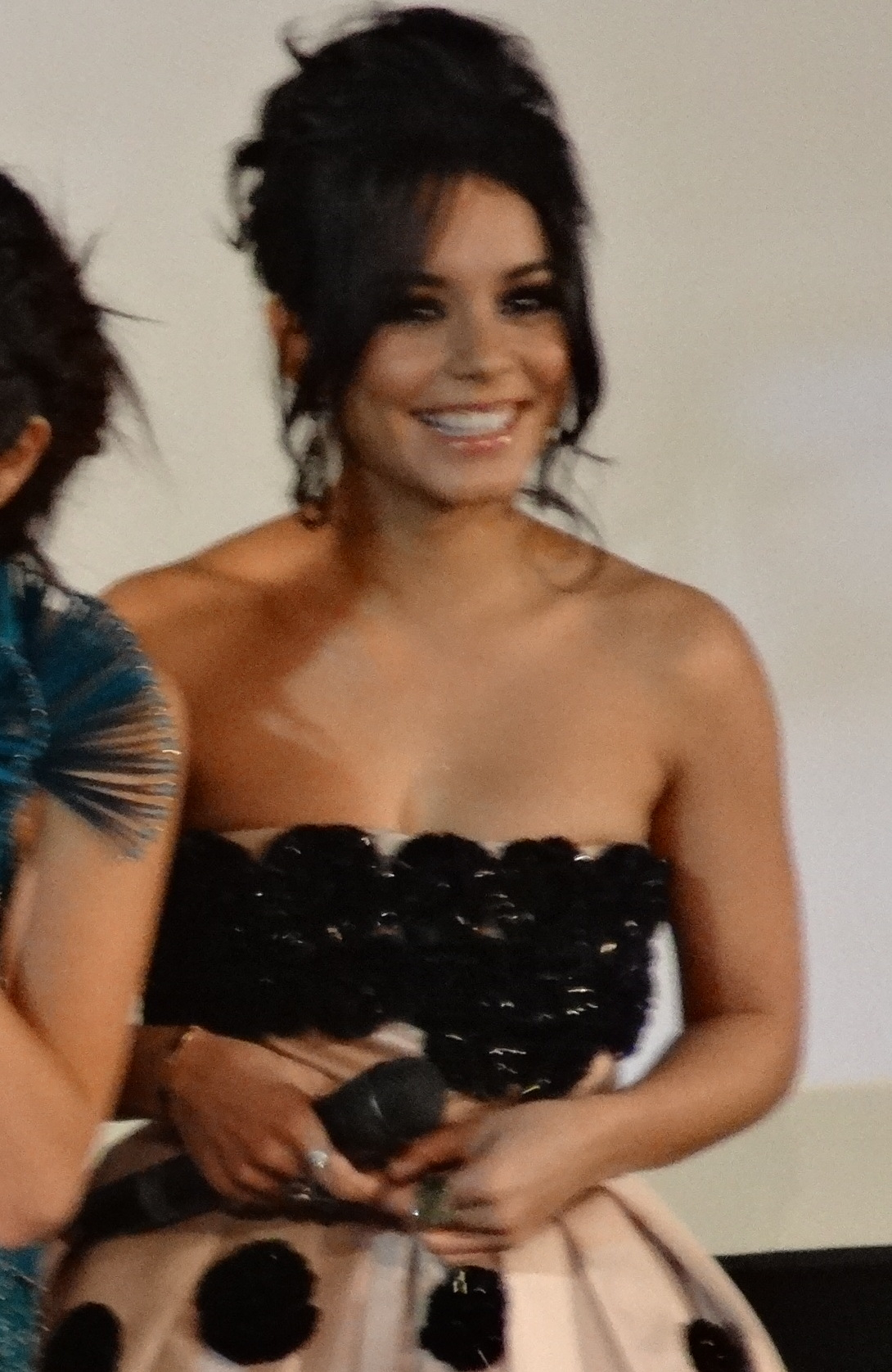
Vanessa Hudgens na première de Spring Breakers, em Paris, em 2013

Em 2013, Vanessa estrelou ao lado de James Franco, Selena Gomez e Ashley Benson o filme Spring Breakers, que após ser exibido em vários festivais ao redor do mundo, teve sua estreia nos cinemas em 22 de março de 2013. O longa teve uma boa aceitação geral da crítica. Depois de um tempo afastada da música, Vanessa gravou uma canção com influências do gênero dubstep e inspirada por Spring Breakers, chamada "$$$ex". A canção tem a participação da girlband YLA e foi produzida por seu antigo produtor musical Rock Mafia. "$$$ex" foi lançada como download digital em 31 de março de 2013. Apesar de ter sido inspirada pelo filme, a faixa não foi adicionada a trilha sonora. A canção atingiu a 11ª posição na Billboard Hot Dance Club Songs. O videoclipe foi gravado em uma garagem e teve um custo de apenas 200 dólares, sendo financiado pelas próprias cantoras. Vanessa também interpretou Cindy Paulson no filme de suspense The Frozen Ground, baseado no caso verídico do serial killer Robert Hansen, sendo Cindy uma vítima que escapou. Ela atuou com John Cusack e Nicolas Cage. O filme foi lançado nos EUA em 23 de agosto de 2013; Ela ganhou dois prêmios por seu papel: Ischia Global Icon e Ischia Legend Award, ambos no festival de filmes Ischia Global Fest, em 2013.
Em 11 de outubro de 2013, é lançado o filme Machete Kills, onde Vanessa interpretou Cereza e atuou ao lado de Mel Gibson e Lady Gaga. Ainda em 2013, ela participou do reality show especial do canal E!. Inner Circle, que mostrava a rotina de sua amizade com a atriz Ashley Tisdale. No final do mesmo ano, Vanessa atuou no curta-metragem Choose You, exibido ao vivo durante o YouTube Music Awards de 2013. Dirigido por Lena Dunham, contou com trilha sonora do DJ sueco Avicii.

### 2014–2015: Estreia na Broadway
Em 2014, Hudgens estrelou o drama independente Em Busca de Um Lar, ao lado de Brendan Fraser, Rosario Dawson e James Earl Jones; O filme é baseado em uma história real sobre uma adolescente fugitiva que engravida e é colocada em um lar para meninas grávidas. Ela interpretou a protagonista Agnes "Apple" Bailey. O filme teve sua primeira exibição no Heartland Film Festival, onde Vanessa recebeu o prêmio Pioneering Spirit Rising Star. O longa foi lançado oficialmente nos cinemas em 24 de janeiro de 2014, após ter várias datas de estreia adiadas.

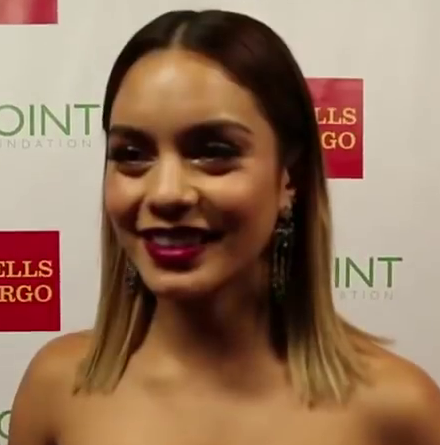
Hudgens durante entrevista, em 2014

Em 10 de setembro de 2014, foi anunciado que Hudgens faria sua estreia nos palcos da Broadway para interpretar a personagem Gigi, na nova produção do clássico musical Gigi. Em 19 de março de 2015, o musical iniciou suas prévias no Neil Simon Theatre, na Broadway, tendo sua noite de abertura oficial no dia 8 de abril de 2015. O espetáculo foi muito elogiado, principalmente a atuação de Hudgens; Ela apresentou a canção The Night They Invented Champagne ao lado do elenco de Gigi, durante a edição de 2015 do Tony Awards. Gigi teve sua última apresentação no dia 21 de junho de 2015. Por Gigi, Vanessa ganhou dois prêmios: Performance Revelação Favorita Feminina no Broadway.com Audience Choice Awards e Artista Revelação no Industry Dance Awards.
Em junho de 2015, Hudgens disse que sua volta à música aconteceria em breve. Logo após isso, seis músicas compostas por ela, Laura New e Dylan Kelly foram registradas no site ASCAP, sendo elas: Love Is Love, Muse, Onto You, Reign, High e Veils. No entanto, as músicas e todo o projeto acabaram sendo engavetados. Em 30 de outubro de 2015, é lançado o filme Freaks Of Nature, onde ela interpreta Lorelei; O longa que mistura comédia trash com horror conta a história de um grupo de adolescentes que se une a vampiros e zumbis para combater alienígenas e salvar sua cidade. Ainda em 2015, Hudgens lançou um website de lifestyle inspirado em sua vida, onde era editora-chefe.

### 2016–2017: Grease: Live!, Powerless e Estreia como apresentadora e jurada
Em 17 de janeiro de 2015, Vanessa foi anunciada como a personagem Rizzo, em um especial ao vivo para FOX, do clássico musical Grease, com o título Grease: Live! que teve sua estreia no dia 31 de janeiro de 2016. Hudgens foi elogiada pela crítica por sua interpretação; Mesmo seu pai, Gregory Hudgens, tendo falecido de câncer um dia antes do espetáculo, ela decidiu continuar no show e dedicou sua performance a ele.
Em 22 de fevereiro de 2016, Vanessa foi anunciada como protagonista da primeira série de comédia inspirada pelos quadrinhos e filmes da DC Comics. Powerless foi exibida pelo canal NBC, e era ambientada na Wayne Security, subsidiária da Wayne Enterprises, uma empresa especializada em desenvolver produtos para que os indefesos cidadãos se sintam um pouco mais seguros. Hudgens interpreta Emily Locke, recém mudada para Charm City, que assume o posto de Diretora de Pesquisas & Desenvolvimento na empresa; é extremamente otimista e o que mais deseja é poder ajudar as pessoas. Powerless estreou nos Estados Unidos no dia 2 de fevereiro de 2017, e no Brasil no dia 12 de março do mesmo ano, no canal Warner Channel. Após baixa audiência, a série foi cancelada pela NBC em maio de 2017. No início de março, Hudgens foi anunciada como uma das juradas para a 14ª temporada do reality show de dança da FOX, So You Think You Can Dance, que teve sua estreia no dia 12 de junho. Em 2018, Hudgens foi confirmada para retornar à bancada dos jurados na 15ª temporada.
Depois de anos fora do cenário musical, Vanessa participou da faixa “Reminding Me” do cantor canadense Shawn Hook. Lançada em 21 de abril de 2017, a música traz uma Hudgens mais madura vocalmente. O videoclipe gravado na The Sheats-Goldstein, em Los Angeles. Hudgens e Hook apresentaram a canção no programa The Today Show, no concerto We Day Toronto e na final do programa SYTYCD. Em 21 de maio, Vanessa apresentou o Billboard Music Awards 2017, ao lado do rapper Ludacris, que estava em seu quarto ano consecutivo como apresentador. Hudgens chamou atenção do público e foi aclamada pelo seu carisma e simpatia.

### 2018–2021: Filmes na Netflix e Estreia como produtora
No início de 2018, ela foi anunciada no elenco de uma remontagem do musical In The Heights, no teatro Kennedy Center, como parte do especial Broadway Center Stage. A peça ficou em cartaz por tempo limitado, de 21 a 25 de março e teve todos os seus ingressos esgotados. Hudgens interpretou a personagem Vanessa. Ela atuou na comédia romântica independente Dog Days, dirigida por Ken Marino. O longa, lançado em agosto de 2018 nos EUA, também conta com Nina Dobrev, Finn Wolfhard e Eva Longoria no elenco. No Brasil, teve sua estreia direto em formato digital em julho de 2019. Ainda em 2017, Hudgens filmou em Nova York a comédia romântica Uma Nova Chance, protagonizada por Jennifer Lopez. O filme estreou em dezembro de 2018 nos Estados Unidos e em 30 de janeiro de 2019 nos cinemas brasileiros.

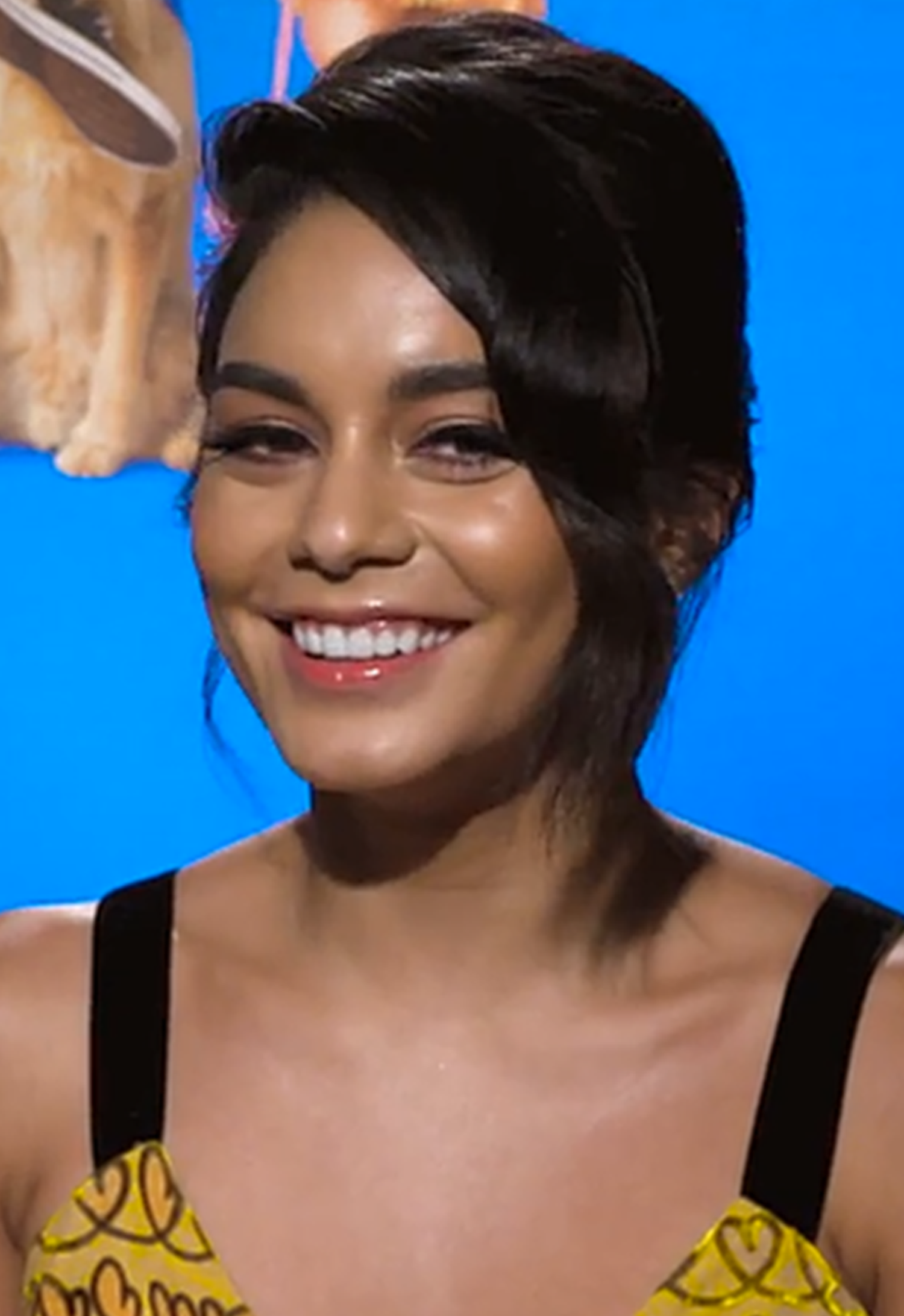
Hudgens durante entrevista, em 2018

De fevereiro a março de 2018 Vanessa filmou no Canadá a produção da Netflix, Polar; Inspirado pelos quadrinhos Polar: Came From The Cold, o thriller policial protagonizado por Mads Mikkelsen, teve sua estreia mundial em 25 janeiro de 2019. Durante os meses de maio e junho de 2018, Vanessa filmou na Romênia o longa A Princesa e a Plebeia, comédia romântica de Natal produzida pela Netflix. No filme, Hudgens interpreta a duquesa Margaret e a plebeia Stacy que trocam de lugar após descobrirem que são idênticas. O filme teve sua estreia mundial na plataforma em 16 de novembro de 2018. Em setembro, ela colaborou com a dupla de música eletrônica Phantoms no single "Lay With Me". Em outubro de 2018, Vanessa foi anunciada como uma das estrelas do especial televisivo FOX, RENT: Live, inspirado na peça teatral e no filme de 2005; O show foi exibido ao vivo em 27 de janeiro de 2019, e Hudgens viveu a excêntrica artista Maureen, imortalizada por Idina Menzel nos palcos e no longa. Em 2019, Hudgens protagonizou seu segundo filme natalino para a Netflix, Um Passado de Presente, onde ela interpreta Brooke Winters, uma professora de ciências desiludida pelo amor, que acaba esbarrando no cavaleiro medieval Sir Cole, que veio parar nos dias atuais devido a um feitiço. Além de atuar, Vanessa também fez sua estreia como produtora executiva.
Com o sucesso de The Princess Switch, a Netflix deu sinal verde para a continuação, The Princess Switch: Switched Again. Hudgens retornou aos papéis principais como a duquesa Margaret Delacourt e a confeiteira Stacy Denovo, além de interpretar uma terceira personagem, a golpista Fiona, prima de Margaret. Hudgens foi novamente produtora executiva. O filme estreou em 19 de novembro de 2020. Em setembro de 2019, Hudgens contou em entrevista que estava se preparando para uma nova personagem lendo o SCUM Manifesto (manifesto feminista radical feito por Valerie Solanas). Asking For It é o nome do drama indie, que fala sobre abuso sexual e poder feminino. O elenco também conta com Kiersey Clemons, Alexandra Shipp, Gabourey Sidibe, Luke Hemsworth e Ezra Miller, este último também sendo produtor. Teve sua estreia limitada no dia 13 de junho de 2021, no Festival de Cinema de Tribeca.

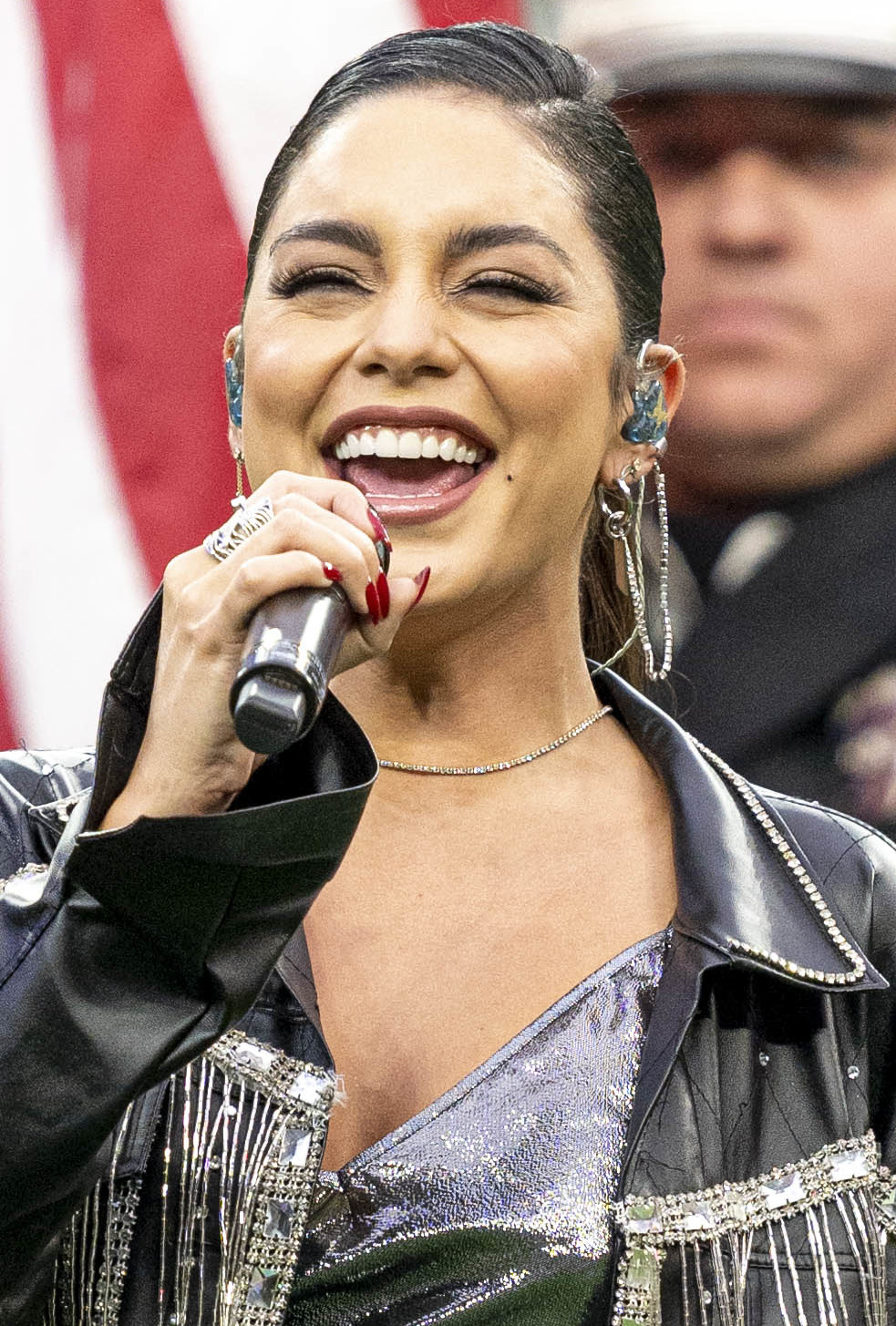
Vanessa Hudgens cantando o hino nacional dos Estados Unidos em jogo de futebol americano, em 2021

Em dezembro de 2020, Vanessa apresentou o MTV Movie & TV Awards: Greatest Of All Time, uma versão diferente da premiação anual, que teve mudanças por conta da pandemia de COVID-19. A premiação celebrou momentos icônicos do cinema e da TV desde os anos 80. Ainda em 2018, Vanessa foi anunciada no elenco de Bad Boys for Life, franquia de sucesso protagonizada por Will Smith e Martin Lawrence. No longa, lançado em janeiro de 2020, Hudgens interpreta a policial especialista em armas Kelly, que faz parte do novo time AMMO.
Em junho de 2021, Hudgens foi anunciada no elenco de dublagem da animação My Little Pony: A New Generation, primeira produção da franquia My Little Pony para a Netflix. Vanessa interpreta a protagonista, Sunny Starscout. O filme teve sua estreia no catálogo em 24 de setembro de 2021. Ainda em 2021, Hudgens estrelou o musical Tick, Tick... Boom!, adaptação de uma peça teatral sobre o roteirista Jonathan Larson. O filme marcou a estreia de Lin-Manuel Miranda como diretor e conta também com Andrew Garfield e Alexandra Shipp no elenco. Hudgens interpreta a atriz Karessa Johnson, responsável por cantar a balada Come To Your Senses. O filme estreou no dia 11 de novembro de 2021 em cinemas selecionados e no dia 19 de novembro no catálogo da Netflix.
A Netflix anunciou o terceiro e último longa da franquia natalina, The Princess Switch 3: Romancing the Star. Com o retorno de todo o elenco e Hudgens como produtora executiva; O filme teve sua estreia no dia 18 de novembro de 2021. Hudgens também foi anunciada no elenco principal da série de anime Army Of The Dead: Lost Vegas, do diretor Zack Snyder. A série, que é um spinoff, servirá como uma pré-sequência do filme de ação zumbi Army of the Dead, também de Snyder. Christian Slater e outros atores também integram o elenco da série.

### 2022–presente
Em 12 de janeiro de 2022, Vanessa anunciou os indicados ao SAG Awards ao lado da atriz Rosario Dawson, através de uma live no Instagram. Elas também estiveram na premiação anunciando uma categoria. Em 23 de março de 2022, Hudgens foi a apresentadora do pré-show da 94.ª cerimônia do Óscar, entrevistando os convidados da cerimônia no tapete vermelho ao lado dos atores Sofia Carson e Terrence J e do designer de moda Brandon Maxwell. Em abril de 2022, Vanessa foi anunciada como uma das estrelas do filme de drama/comédia Downtown Owl, que é uma adaptação do livro de mesmo nome do autor Chuck Klosterman; Lily Rabe, Ed Harris e Finn Wittrock também fazem parte do elenco, com Rabe e Hamish Linklater responsáveis pela direção.
Em maio de 2022, Vanessa foi uma das apresentadoras do tapete vermelho do Met Gala, ao lado do editor global da revista Vogue, Hamish Bowles, e da apresentadora La La Anthony. Durante a transmissão, feita exclusivamente para a revista Vogue, Hudgens entrevistou nomes como Anna Wintour e Hillary Clinton. No mesmo mês, Vanessa foi anunciada como protagonista e produtora executiva do filme de drama Big Rig, dirigido por Martha Stephens. No longa, Bertie (Hudgens) toma um rumo dramático como uma jovem mãe de três filhos que encontra sua liberdade nas estradas como motorista de caminhões de grande porte. Em junho de 2022, Vanessa foi a anfitriã do MTV Movie & TV Awards 2022, repetindo seu feito de 2020, quando apresentou o especial MTV Movie & TV Awards: Greatest Of All Time. Durante a premiação, ela recriou cenas de diversos filmes e séries como Emily in Paris, Euphoria, House of Gucci, Top Gun: Maverick e Squid Game. Em junho de 2022, a Netflix anunciou o elenco de vozes de Entergalactic, série animada para adultos baseada no álbum de mesmo nome do rapper Kid Cudi, que dirigiu e protagonizou o projeto. Além de Hudgens o elenco de voz conta com Jessica Williams, Timothée Chalamet, Ty Dolla $ign, Laura Harrier, Jaden Smith e Macaulay Culkin. Sua estreia ocorreu no dia 30 de setembro.
Em março de 2023, Hudgens foi nomeada embaixadora global do turismo pelo governo filipino.
Em 2024, Hudgens competiu na décima primeira temporada de The Masked Singer como "Goldfish". Ela venceu a temporada com Scott Porter como "Gumball", terminando em segundo lugar. Ambos fizeram referências ao seu trabalho no Bandslam.

## Vida Pessoal
Em 2020, Hudgens iniciou um relacionamento sério com o jogador de beisebol Cole Tucker. Em dezembro de 2023, casou-se com o atleta em uma cerimônia privada em Tulum, México. Em julho de 2024, deu à luz ao seu primeiro filho com Tucker.

### Relacionamentos
Em 2005, Hudgens começou a namorar seu colega de elenco de High School Musical, Zac Efron. Seu relacionamento foi amplamente divulgado até a separação em 2010. De 2011 a 2019, ela namorou o ator Austin Butler.

### Fotos Vazadas
Em 6 de setembro de 2007, fotos de Hudgens nua vazaram online e foram altamente divulgadas na mídia. Na época, ela tinha 18 anos e estava no auge do sucesso de High School Musical. A The Walt Disnet Company divulgou uma declaração oficial, onde lamentaram a situação. Hudgens mais tarde se desculpou publicamente, dizendo que estava "envergonhada com a situação" e se arrependeu de ter "tirado [aquelas] fotos". Devido o escândalo, a mídia especulou que Hudgens seria dispensada da produção de High School Musical 3, mas a Disney negou. Mais Tarde, Vanessa revelou que não recebeu nenhum apoio da Disney e foi forçada pela empresa a pedir desculpas publicamente pelas fotos, quando, na verdade, ela tinha sido a vítima.
Em agosto de 2009, novas imagens de Hudgens de topless surgiram na Internet. Ela não comentou sobre o assunto publicamente, mas seus advogados solicitaram ao Google a remoção das fotos.

### Controvérsias
Em 2007, Hudgens foi processada por seu ex-advogado Brian Schall, por "quebra de contrato"; Schall alegou que ela não cumpriu o acordo financeiro de pagar 5% de todo o seu faturamento a ele, e que Hudgens lhe devia US$ 150.000, depois de ajudá-la a ganhar mais de US$ 5 milhões. O atual advogado de Hudgens argumentou que ela era menor de 16 anos quando assinou o contrato em outubro de 2005, e que o Código de Família da Califórnia "prevê que o contrato de um menor é anulável e pode ser desmentido antes (dos 18 anos)". Hudgens venceu o caso.
Em 2008, ela foi processada pelo agente Johnny Vieira, que alegou que lhe era devida uma parte dos cachês, royalties e receitas de merchandising de Hudgens em troca dos seus serviços de gestão. Vieira acusa Hudgens de abandonar a sua empresa de talentos (com o qual ela ainda tinha um contrato vigente) assim que se tornou um nome famoso. No início de maio de 2009, Hudgens fechou um acordo de US$ 5 milhões com Vieira.
Em março de 2020, Hudgens postou um vídeo no Instagram onde minimiza o uso de mascaras e afirma ser "inevitável" que pessoas morram devido à pandemia de COVID-19. O vídeo causou polêmica, pois seus seguidores a acusaram de minimizar o impacto da doença e a necessidade de medidas preventivas. Posteriormente, ela se desculpou por seus comentários "insensíveis".

## Influências

### Cinema
Vanessa Hudgens é grande fã e se inspira em atores e atrizes como Meryl Streep, Johnny Depp e Natalie Wood. Seu gênero de filme preferido é terror.
Entre seus filmes preferidos estão: Abracadabra, As Patricinhas de Beverly Hills, O Estranho Mundo de Jack, Missão Madrinha de Casamento, Moulin Rouge e outros. No quesito séries, Vanessa disse ser fã de Uma Família da Pesada, South Park, Degrassi,  The Walking Dead, Parks and Recreation e The Office.

### Música
A extensão vocal de Vanessa é considerada meio-soprano, com registro vocal de 2 oitavas, incluindo o registro de falsete que lhe permite atingir 2 oitavas, 4 notas e um semitom. Nota mais grave: F2. Nota mais aguda: F4 ("Afraid"). Nota mais aguda (falsete/whistle): C5 ("Never Underestimate a Girl").
O gênero musical primário de Hudgens é pop, porém a maioria de suas músicas possui influências de outros gêneros, como pop rock, dance e R&B. Ela se declara eclética e escuta artistas de todos os tipos como Adele, The Black Eyed Peas, Céline Dion, Alicia Key, Britney Spears, Beyoncé, Kings of Leon,Basshunter, Arcade Fire, Lorde, Lady Gaga, Florence and The Machine, Coldplay, Skrillex, Björk Radiohead, Scissor Sisters entre outros. Vanessa já decorou seu carro com trechos de seus artistas favoritos, incluindo The Beatles, MGMT, The Black Keys, Muse e Deadmau5.

### Moda
Sua principal influência na moda é Bianca Jagger. Outros ícones fashions de Vanessa são Victoria Beckham, Audrey Hepburn e as gêmeas Mary-Kate e Ashley Olsen. Já seu designer favorito é Christian Louboutin.
Hudgens define seu gosto para a moda como eclético. Ela é conhecida por seu estilo boho-chic, que é uma mistura do estilo boêmio e do estilo hippie. Saias longas, top-croppeds e muitos acessórios não podem faltar em seu guarda-roupas. Amante assumida de festivais de músicas como Coachella, onde ela é considerada a "Coachella Queen" (Rainha do Coachella) por sempre se destacar com seu estilo e empolgação nas edições anuais do festival. Em 2014, Vanessa foi homenageada e ganhou um Young Hollywood Awards, de Trendsetter Of The Year (ditadora de tendências do ano), por seu estilo.

## Imagem pública
No início de sua carreira, Hudgens foi representada pela William Morris Agency (WMA), e assinou contrato para a Creative Artists Agency (CAA) em 2011. Seu agente é Evan Hainey, seu publicista é British Reece e suas mídias sociais são monitoradas pela Digital Media Management desde 2011. Em 2008, ela entrou na lista da Forbes de "Estrelas mais bem pagas com menos de 30 anos", tendo ganhos estimado em US$ 3 milhões de dólares por ano. Ela também é frequentemente incluída na famosa edição anual da People das "100 Pessoas Mais Bonitas", aparecendo nos anos de 2008, 2009 e 2015.
Seu primeiro contrato como garota propaganda foi com a marca de cosméticos Neutrogena, na qual permaneceu de 2006 a 2011, participando de diversas campanhas e eventos. Em 2007, ela assinou com a marca de roupas e calçados Eckō Unlimited, permanecendo até 2009; A marca ganhou destaque em seu videoclipe Sneakernight. Ainda em 2007, ela apareceu na famosa campanha Got Milk?, ao lado do elenco de High School Musical. No ano de 2008, Hudgens virou garota propaganda da loja de de departamentos Sears; para divulgação da campanha Arrive, ela estrelou o comercial Don't Just Go Back, Arrive, que foi vencedor de um Leão de Bronze no Festival de Cannes. Em 2011, Vanessa virou o novo rosto da marca de roupas e acessórios Candie's, substituindo a cantora Britney Spears. Em 2014, Hudgens se tornou representante da marca de roupas e acessórios Bongo Jeans, estrelando três campanhas entre 2014 e 2015. Ela foi escolhida para ser a representante da operadora Verizon Wireless durante o MTV Video Music Awards 2015, onde ela fez a transmissão do evento ao vivo através do aplicativo Periscope.
Em 2017, Hudgens fez uma colaboração com a SinfulColors, famosa por sua linha de esmaltes, para lançar a primeira linha de cosméticos da marca. A campanha, intitulada #SCVanessa foi anunciada no final de 2017 e lançada oficialmente em 2018. Em 2018, Vanessa assinou sua primeira coleção de roupas pela grife SUISTUDIO, vertente feminina da Suitsupply, Além disso, ela também estrelou a campanha publicitária. Após o sucesso da sua primeira linha assinada, Vanessa assinou uma linha completa de roupas fitness em parceria com a marca Avia, sendo oficialmente lançada em 2019; Ela participou da conferência global da marca na China, apresentando as novidades da Vanessa Hudgens Collection. Em 2020, Hudgens foi anunciada como rosto principal da campanha Play With Your Life do jogo The Sims, lançando um avatar exclusivo e jogável. Ainda em 2020, ela estrelou a campanha publicitária do método contraceptivo Nexplanon.

## Empreendimentos
Em abril de 2021, Hudgens anunciou o lançamento da sua primeira empresa: a marca de bebidas Cali Water. Focada no comércio de água extraída a partir de cactos – 100% orgânica e considerada extremamente saudável – a Cali Water é uma parceria de Vanessa com seu amigo de longa data Oliver Trevena. A empresa tem um compromisso social de doar 1 milhão de dólares de sua renda para a instituição No Kid Hungry, que tem como objetivo combater a fome de crianças nos Estados Unidos. A cada lata da bebida vendida, uma quantia será revertida para a instituição. Além de ser co-fundadora da marca, Hudgens também estrela toda a campanha publicitária. Ainda no ramo do empreendedorismo, Hudgens lançou sua segunda empresa em junho de 2021, em parceria com a cantora Madison Beer e a dermatologista Karen Kagha. A KNOW Beauty é uma marca de produtos para cuidados com a pele baseada na personalização do DNA. A linha de produtos inclui gel de limpeza, hidratantes, sérum, cremes para os olhos, máscaras e outros tratamentos.
Seguindo como empreendedora, Vanessa anunciou em maio de 2022 mais uma empresa na qual é co-fundadora: a marca de drinks alcoólicos Thomas Ashbourne, em parceria com Sarah Jessica Parker, Ashley Benson, Rosario Dawson, John Cena e Playboi Carti. Cada uma das celebridades assina uma bebida da linha - que inclui whisky, margarita, cosmo e vodka. Hudgens assina o drink Margalicous Margarita ao lado de Benson e Dawson.

## Filmografia

### Filmes
| Ano  | Título                                    | Papel                                               | Observações                                                       |
| ---- | ----------------------------------------- | --------------------------------------------------- | ----------------------------------------------------------------- |
| 2003 | Thirteen                                  | Noel                                                | Coadjuvante                                                       |
| 2004 | Thunderbirds                              | Tin-Tin Kyrano                                      | Coadjuvante                                                       |
| 2006 | High School Musical                       | Gabriella Montez                                    | Protagonista                                                      |
| 2007 | High School Musical 2                     | Gabriella Montez                                    | Protagonista                                                      |
| 2008 | High School Musical 3: Senior Year        | Gabriella Montez                                    | Protagonista                                                      |
| 2009 | Bandslam                                  | Sa5m                                                | Protagonista                                                      |
| 2011 | Beastly                                   | Lindy Taylor                                        | Protagonista                                                      |
| 2011 | Sucker Punch                              | Blondie                                             | Coprotagonista                                                    |
| 2012 | Journey 2: The Mysterious Island          | Kailani Laguatan                                    | Coprotagonista                                                    |
| 2012 | Spring Breakers                           | Candy                                               | Protagonista                                                      |
| 2013 | The Frozen Ground                         | Cindy Paulson                                       | Coprotagonista                                                    |
| 2013 | Machete Kills                             | Cereza                                              | Coadjuvante                                                       |
| 2013 | Gimme Shelter                             | Agnes "Apple" Bailey                                | Protagonista                                                      |
| 2015 | Freaks of Nature                          | Lorelei Jones                                       | Coadjuvante                                                       |
| 2018 | Dog Days                                  | Tara                                                | Protagonista                                                      |
| 2018 | The Princess Switch                       | Stacy De Novo / Margaret Delacourt                  | Protagonista / Original Netflix                                   |
| 2018 | Second Act                                | Zoe Clarke                                          | Coprotagonista                                                    |
| 2019 | Polar                                     | Camille                                             | Coprotagonista / Original Netflix                                 |
| 2019 | The Knight Before Christmas               | Brooke Winters                                      | Protagonista e Produtora Executiva / Original Netflix             |
| 2020 | Bad Boys for Life                         | Kelly                                               | Coadjuvante                                                       |
| 2020 | The Princess Switch: Switched Again       | Stacy De Novo / Margaret Delacourt / Fiona Pembroke | Protagonista e Produtora Executiva / Original Netflix             |
| 2021 | Asking For It                             | Beatrice                                            | Coprotagonista                                                    |
| 2021 | My Little Pony: A New Generation          | Sunny Starscout (Voz)                               | Protagonista (Dublagem) / Original Netflix                        |
| 2021 | Tick, Tick... Boom!                       | Karessa Johnson                                     | Coadjuvante / Original Netflix                                    |
| 2021 | The Princess Switch 3: Romancing the Star | Stacy De Novo / Margaret Delacourt / Fiona Pembroke | Protagonista e Produtora Executiva / Original Netflix             |
| 2022 | Entergalactic                             | Karina (Voz)                                        | Coadjuvante (Dublagem) / Especial Original Netflix                |
| 2022 | Eli Roth's Haunted House: Trick-VR-Treat  | Fada/Boneca                                         | Protagonista / Curta-Metragem                                     |
| 2023 | Dead Hot: Season of the Witch             | Ela mesma                                           | Protagonista e Produtora Executiva / Documentário / Original Tubi |
| 2023 | Downtown Owl                              | Naomi                                               | Coadjuvante                                                       |
| 2024 | French Girl                               | Ruby Collins                                        | Coprotagonista                                                    |
| 2024 | Bad Boys: Ride or Die                     | Kelly                                               | Coadjuvante                                                       |
| TBA  | The Awakening                             | Ela mesma                                           | Protagonista / Documentário / Em pós-produção                     |
| TBA  | The Black Kaiser                          | Desconhecido                                        | Em pré-produção                                                   |
| TBA  | Big Rig                                   | Bertie                                              | Protagonista e Produtora Executiva / Em pré-produção              |
| TBA  | Full Moon Retreat                         | Desconhecido                                        | Protagonista / Em pré-produção                                    |
| TBA  | Quiet Storm                               | Desconhecido                                        | Protagonista / Em pós-produção                                    |

### Programas e seriados de TV
| Ano  | Título                                | Papel                                                   | Observações |
| ---- | ------------------------------------- | ------------------------------------------------------- | --- |
| 2002 | Still Standing                        | Tiffany                                                 | Participação; Episódio: "Still Rocking" (Temporada 1, Episódio 4) |
| 2002 | Robbery Homicide Division             | Nicole                                                  | Participação; Episódio: "Had" (Temporada 1, Episódio 10) |
| 2003 | The Brothers Garcia                   | Lindsay                                                 | Participação; Episódio: "New Tunes" (Temporada 4, Episódio 2) |
| 2004 | Bus Life                              | Desconhecido                                            | Recorrente; Episódio: "Piloto" (Não aprovado pelo Disney Channel) |
| 2005 | Quintuplets                           | Carmen                                                  | Participação; Episódio: "The Coconut Kapow" (Temporada 1, Episódio 22) |
| 2005 | Keke & Jamal                          | Camille                                                 | Recorrente; Episódio: "Piloto" (Não aprovado pelo Disney Channel) |
| 2006 | Drake & Josh                          | Rebecca                                                 | Participação; Episódio: "Little Sibling" (Temporada 3, Episódio 13) |
| 2006 | The Suite Life of Zack & Cody         | Corrie                                                  | Recorrente; Episódios: "Forever Plaid" (Temporada 2, Episódio 6) "Not So Suite 16" (Temporada 2, Episódio 10) "Neither a Borrower Nor a Speller Bee" (Temporada 2, Episódio 12) "Kept Man" (Temporada 2, Episódio 14)                                              |
| 2006 | Disney Channel Games                  | Ela mesma                                               | Jogos entre os atores do Disney Channel; |
| 2009 | Robot Chicken                         | Lara Lor-Van (Voz) Butterbear (Voz) Erin Esurance (Voz) | Dublagem; Episódio: "Especially the Animal Keith Crofford" (Temporada 4, Episódio 19) |
| 2012 | Punk'd                                | Ela mesma                                               | Episódio: "Lucy Hale" (Temporada 9, Episódio 5) |
| 2013 | Inner Circle                          | Ela mesma                                               | Episódio: "Vanessa Hudgens & Ashley Tisdale"; Reality show especial do canal E! |
| 2016 | High School Musical: 10th Anniversary | Ela mesma                                               | Especial do Disney Channel em comemoração aos 10 anos do lançamento de High School Musical |
| 2016 | Project Runway: All Stars             | Ela mesma                                               | Jurada convidada; Episódio: "Let It Flow" (Temporada 5, Episódio 2) |
| 2016 | Grease: Live!                         | Betty Rizzo                                             | Especial Ao Vivo da FOX. |
| 2017 | Powerless                             | Emily Locke                                             | Protagonista; 1ª Temporada (12 episódios, 3 deles não sendo oficialmente exibidos) |
| 2017 | Running Wild with Bear Grylls         | Ela mesma                                               | Protagonista; Episódio: "Vanessa Hudgens" (Temporada 3, Episódio 10) |
| 2017 | So You Think You Can Dance            | Ela mesma                                               | Jurada; Temporada 14 completa (15 episódios) |
| 2017 | Drop The Mic                          | Ela mesma                                               | Participante; Episódio: "Vanessa Hudgens vs. Michael Bennett / James Corden vs. Nicole Richie" (Temporada 1, Episódio 6) |
| 2018 | RuPaul's Drag Race: All Stars         | Ela mesma                                               | Jurada convidada; Episódio: "All-Star Variety Show" (Temporada 3, Episódio 1) |
| 2018 | Drunk History                         | Joana d'Arc                                             | Episódio: "The Middle Ages" (Temporada 5, Episódio 11) |
| 2018 | So You Think You Can Dance            | Ela mesma                                               | Jurada; Temporada 15 completa (14 episódios) |
| 2019 | Rent: Live                            | Maureen Johnson                                         | Especial Ao Vivo da FOX. |
| 2019 | Drunk History                         | Margaret "Marge" Callaghan / Mata Hari                  | Participação especial; Episódios: "Baseball" (Temporada 6, Episódio 3); "Femme Fatales" (Temporada 6, Episódio 5) |
| 2020 | The Disney Family Singalong           | Ela mesma                                               | Participação do elenco principal de High School Musical em edição especial da Disney exibido pelo canal ABC |
| 2021 | Thanks a Million                      | Ela mesma                                               | Protagonista; Episódio: "Vanessa Hudgens" (Temporada 2, Episódio 1) |
| 2021 | Savage X Fenty Show Vol. 3            | Ela mesma                                               | Participação no desfile da grife de lingerie da cantora Rihanna, Savage X Fenty |
| 2021 | Eli Roth's History of Horror          | Ela mesma                                               | Recorrente em depoimentos; Episódios: "Sequels That Don't Suck" (Temporada 3, Episódio 1) "Psychics" (Temporada 3, Episódio 3) "Apocalyptic Horror" (Temporada 3, Episódio 4) "Holiday Horror" (Temporada 3, Episódio 5) "Mad Scientist" (Temporada 3, Episódio 6) |
| 2021 | The Boulet Brothers' Dragula          | Ela mesma                                               | Jurada convidada; Episódio: "Nosferatu Beach Party" (Temporada 4, Episódio 2) |
| 2023 | Rennervations                         | Ela mesma                                               | Participação especial; Episódio: "Chicago: Building a Music Bus (ft. Vanessa Hudgens)" (Temporada 1, Episódio 1) / Original Disney+ |
| 2023 | Fright Krewe                          | Madison (Voz)                                           | Dublagem; Episódio: "The Swamp" (Temporada 1, Episódio 6) |
| 2024 | The Masked Singer                     | Goldfish / Ela mesma                                    | Vencedora da 11ª temporada. |
| TBA  | Army Of The Dead: Lost Vegas          | Willow (Voz)                                            | Dublagem; Série spin-off de Army of the Dead. Em pós-produção / Original Netflix |

### Premiações e Programas como Apresentadora
| Ano  | Título                                       | Observações |
| ---- | -------------------------------------------- | --- |
| 2017 | Billboard Music Awards                       | Anfitriã e apresentadora da noite, ao lado do rapper Ludacris                                                                                         |
| 2018 | Hocus Pocus 25th Anniversary Halloween Bash  | Apresentadora, ao lado de Jordan Fisher, do especial de Halloween em comemoração aos 25 anos do filme Abracadabra, transmitido pela emissora Freeform |
| 2019 | Live with Kelly and Ryan                     | Co-apresentadora convidada do episódio do dia 8 de agosto de 2019, ao lado de Ryan Seacrest                                                           |
| 2019 | 31 Nights Of Halloween Fan Fest              | Apresentadora, ao lado de Jordan Fisher, do especial de Halloween transmitido pela emissora Freeform                                                  |
| 2020 | MTV Movie & TV Awards: Greastest Of All Time | Anfitriã e apresentadora da premiação especial da MTV                                                                                                 |
| 2022 | Screen Actors Guild Awards                   | Apresentadora dos indicados da premiação, ao lado de Rosario Dawson                                                                                   |
| 2022 | The Oscars Red Carpet Show                   | Apresentadora do pré-show do Oscar para a ABC |
| 2022 | Met Gala                                     | Apresentadora do pré-show do evento para os canais oficiais da revista VOGUE                                                                          |
| 2022 | MTV Movie & TV Awards                        | Anfitriã e apresentadora da premiação da MTV |
| 2023 | Countdown to the Oscars                      | Apresentadora do pré-show do Oscar para a ABC |
| 2024 | The Oscars Red Carpet Show                   | Apresentadora do pré-show do Oscar para a ABC |

### Teatro
| Ano  | Título                                      | Papel                    | Observações                                                                                                 |
| ---- | ------------------------------------------- | ------------------------ | --- |
| 1998 | How the Grinch Stole Christmas! The Musical | Cindy-Lou Who            | Apresentado no Old Globe Theatre, em San Diego                                                              |
| 1999 | The Wizard of Oz                            | Dorothy Gale             | Vários Locais                                                                                               |
| 2000 | Cinderella                                  | Cinderella               | Vários Locais                                                                                               |
| 2000 | The Little Mermaid                          | Sebastian                | Vários Locais                                                                                               |
| 2001 | Charlotte's Web                             | Fern Arable              | Vários Locais                                                                                               |
| 2001 | The Hunchback of Notre Dame                 | Quasimodo                | Vários Locais                                                                                               |
| 2010 | Rent                                        | Mimi Marquéz             | Apresentado no Hollywood Bowl, em Hollywood                                                                 |
| 2012 | Workday                                     | Vários                   | Apresentado na Broadway, em Nova York, durante o evento The 24 Hour Plays on Broadway                       |
| 2015 | Gigi                                        | Gigi Alvarez             | Apresentado no Kennedy Center, em Washington D.C; e depois no Neil Simon Theatre, na Broadway, em Nova York |
| 2018 | In the Heights                              | Vanessa                  | Apresentado no Kennedy Center, em Washington D.C                                                            |
| 2019 | The Notebook                                | Allison "Allie" Hamilton | Leitura da adaptação musical apresentada no Vassar College, em Nova York                                    |

### Web e outros projetos
| Ano  | Título                         | Papel       | Observações |
| ---- | ------------------------------ | ----------- | --- |
| 2009 | Funny or Die                   | Ela mesma   | Episódio: "Zac Efron's Pool Party"                                                                             |
| 2011 | Funny or Die                   | Ela mesma   | Episódio: "Cool Baby, Lame Baby"                                                                               |
| 2013 | Choose You                     | Ex-namorada | Curta-metragem; exibido online durante o YouTube Music Awards                                                  |
| 2015 | Waves                          | Ela mesma   | Participação especial no videoclipe da música "waves", do cantor Miguel                                        |
| 2015 | Escape to Lisbon               | Ela mesma   | Curta metragem para o website "Find Your California"                                                           |
| 2016 | #WHERESTHELOVE                 | Ela mesma   | Participação especial no videoclipe da regravação da música "Where Is the Love?", da banda The Black Eyed Peas |
| 2017 | Reminding Me                   | Ela mesma   | Parceria musical com o cantor Canadense Shawn Hook                                                             |
| 2017 | Ashley Tisdale: Music Sessions | Ela mesma   | Participação no canal da Ashley Tisdale no Youtube, fazendo cover de "Ex's & Oh's" da Elle King                |
| 2018 | Lay With Me                    | Ela mesma   | Parceria musical com o duo de DJs Phantoms                                                                     |

## Anúncios publicitários e campanhas
- Reese's Puffs Cereal (2003)
- Old Navy Swimwear (2005)
- Neutrogena (2006 - 2011)
- Eckō Red (2007 - 2009)
- Got Milk? (2007)
- Sears (2008)
- Stand Up 2 Cancer (2009)
- Candie's (2011)
- UNICEF (2013)
- Bongo Jeans (2014 - 2015)
- Verizon Wireless (2015)
- SinfulColors (2017 - 2019)
- SUISTUDIO (2018)
- Avia (2019 - 2020)
- The Sims (2020)
- Nexplanon (2020 - 2022)
- Caliwater (2021 - presente) (também co-fundadora da marca)
- KNOW Beauty (2021 - presente) (também co-fundadora da marca)
- Fabletics (2021 - 2022)
- Thomas Ashbourne (2022 - presente) (também co-fundadora da marca)
- BetMGM (2022 - presente)
- IPSY (2023)
- Kohl's (2024)

## Discografia
- V (2006)
- Identified (2008)

## Turnês
Como ato principal
- High School Musical: The Concert (2006–2007)
- Identified Summer Tour (2008)

Como ato de abertura
- The Party's Just Begun Tour (2006) (turnê da girlband The Cheetah Girls; Vanessa foi ato de abertura em 16 apresentações).

## Prêmios e nomeações
| Ano  | Premiação                                 | Categoria                                                                                        | Projeto                                                                   | Resultado | Ref.    |
| ---- | ----------------------------------------- | ------------------------------------------------------------------------------------------------ | ------------------------------------------------------------------------- | --------- | ------- |
| 2006 | Imagen Foundation Awards                  | Best Actress – Television                                                                        | High School Musical                                                       | Indicada  | [ 187 ] |
| 2006 | Radio Disney Music Awards                 | Best Female Artist                                                                               | V                                                                         | Indicada  |         |
| 2006 | Radio Disney Music Awards                 | Favorite TV Star Who Sings                                                                       | V                                                                         | Indicada  |         |
| 2006 | Radio Disney Music Awards                 | Best New Artist                                                                                  | V                                                                         | Indicada  |         |
| 2006 | Radio Disney Music Awards                 | Most Stylish Singer                                                                              | Estilo                                                                    | Indicada  |         |
| 2006 | Radio Disney Music Awards                 | Best Video That Rocks                                                                            | Come Back To Me                                                           | Vencedora |         |
| 2006 | Radio Disney Music Awards                 | Best Song You've Heard a Million Times and Still Love                                            | Come Back To Me                                                           | Indicada  |         |
| 2006 | Radio Disney Music Awards                 | Best Song To Put On Repeat                                                                       | Come Back To Me                                                           | Indicada  |         |
| 2006 | Radio Disney Music Awards                 | Best Song To Put On Repeat (com o elenco de High School Musical)                                 | We're All In This Together                                                | Indicada  |         |
| 2006 | Radio Disney Music Awards                 | Best Song (com Zac Efron)                                                                        | Breaking Free                                                             | Indicada  |         |
| 2006 | Radio Disney Music Awards                 | Best Team Anthem (com o elenco de High School Musical)                                           | We're All In This Together                                                | Vencedora |         |
| 2006 | Radio Disney Music Awards                 | Best Dance Style (com o elenco de High School Musical)                                           | High School Musical                                                       | Indicada  |         |
| 2006 | Radio Disney Music Awards                 | Best Song To Listen To While Getting Ready For School (com Zac Efron)                            | Start Of Something New                                                    | Indicada  |         |
| 2006 | Radio Disney Music Awards                 | Favorite Karaoke Song (com Zac Efron)                                                            | Breaking Free                                                             | Indicada  |         |
| 2006 | Radio Disney Music Awards                 | Best True Ringer Ring Tone (com Zac Efron)                                                       | Breaking Free                                                             | Vencedora |         |
| 2006 | Radio Disney Music Awards                 | Best Song to Play While Doing Homework (com Zac Efron)                                           | Start Of Something New                                                    | Indicada  |         |
| 2006 | Radio Disney Music Awards                 | Best Song to Wake Up To (com Zac Efron)                                                          | Start Of Something New                                                    | Indicada  |         |
| 2006 | Radio Disney Music Awards                 | Best Song From A Movie (com Zac Efron)                                                           | Breaking Free                                                             | Indicada  |         |
| 2006 | Teen Choice Awards                        | Choice TV Chemistry (com Zac Efron)                                                              | High School Musical                                                       | Vencedora | [ 188 ] |
| 2006 | Teen Choice Awards                        | Choice TV Breakout Star                                                                          | High School Musical                                                       | Indicada  | [ 188 ] |
| 2007 | American Music Award                      | Favorite Soundtrack (com o elenco de High School Musical 2)                                      | High School Musical 2                                                     | Vencedora |         |
| 2007 | Bravo Magazine Award                      | Bravo Otto - Best Female TV Star                                                                 | High School Musical 2                                                     | Vencedora |         |
| 2007 | CMA Wild and Young Award                  | Best Single International (com Zac Efron e Jamie Houston)                                        | You Are The Music In Me                                                   | Vencedora |         |
| 2007 | Teen Choice Awards                        | Choice Music: Breakout Artist – Female                                                           | V                                                                         | Vencedora | [ 188 ] |
| 2007 | Young Artist Awards                       | Best Performance in a TV Movie, Miniseries, or Special (Comedy or Drama) – Leading Young Actress | High School Musical                                                       | Indicada  | [ 189 ] |
| 2007 | Young Hollywood Awards                    | Rising New Pop Star                                                                              | V                                                                         | Vencedora | [ 190 ] |
| 2007 | Billboard Reader's Choice                 | Album Of The Year - 7º Lugar                                                                     | V                                                                         | Vencedora | [ 191 ] |
| 2007 | Radio Disney Music Awards                 | Best Top 40 Artist                                                                               | Carreira                                                                  | Indicada  |         |
| 2007 | Radio Disney Music Awards                 | Most Stylish Singer                                                                              | Estilo                                                                    | Indicada  |         |
| 2007 | Radio Disney Music Awards                 | Best Video That Rocks                                                                            | Say OK                                                                    | Indicada  |         |
| 2007 | Radio Disney Music Awards                 | Best Team Anthem (com Zac Efron)                                                                 | You Are The Music In Me                                                   | Indicada  |         |
| 2007 | Radio Disney Music Awards                 | Best Soundtrack Song (com Zac Efron)                                                             | Gotta Go My Own Way                                                       | Vencedora |         |
| 2007 | Radio Disney Music Awards                 | Best Soundtrack Song (com o elenco de High School Musical 2)                                     | What Time Is It?                                                          | Indicada  |         |
| 2008 | BMI Awards                                | BMI Pop Award                                                                                    | Say OK                                                                    | Vencedora | [ 192 ] |
| 2008 | Bravo Magazine Award                      | Bravo Otto - Film-Star                                                                           | High School Musical 2                                                     | Vencedora |         |
| 2008 | Bravo Magazine Award                      | Bravo Otto - TV-Star                                                                             | High School Musical 2                                                     | Vencedora |         |
| 2008 | Teen Choice Awards                        | Choice Hottie - Female                                                                           | Estilo                                                                    | Vencedora | [ 193 ] |
| 2009 | Nickelodeon Kids' Choice Awards           | Favorite Movie Actress                                                                           | High School Musical 3: Senior Year                                        | Vencedora | [ 194 ] |
| 2009 | MTV Movie Awards                          | Breakthrough Female Performance                                                                  | High School Musical 3: Senior Year                                        | Indicada  | [ 195 ] |
| 2009 | MTV Movie Awards                          | Best Kiss (com Zac Efron)                                                                        | High School Musical 3: Senior Year                                        | Indicada  | [ 195 ] |
| 2009 | Teen Choice Awards                        | Choice Movie Actress: Music/Dance                                                                | High School Musical 3: Senior Year                                        | Indicada  | [ 196 ] |
| 2009 | Teen Choice Awards                        | Choice Movie: Liplock(com Zac Efron)                                                             | High School Musical 3: Senior Year                                        | Indicada  | [ 196 ] |
| 2009 | Teen Choice Awards                        | Choice Hottie - Female                                                                           | Estilo                                                                    | Indicada  | [ 196 ] |
| 2009 | Teen Choice Awards                        | Choice Celebrity Pet                                                                             | Lifestyle (Shadow – Poodle de Vanessa Hudgens)                            | Indicada  | [ 196 ] |
| 2010 | Nickelodeon Kids' Choice Awards Austrália | Cutest Couple (com Zac Efron)                                                                    | Lifestyle                                                                 | Vencedora | [ 197 ] |
| 2010 | ShoWest Awards                            | Female Star of Tomorrow                                                                          | Beastly                                                                   | Vencedora | [ 198 ] |
| 2011 | People's Choice Awards                    | Favorite Movie Star Under 25                                                                     | Carreira                                                                  | Indicada  | [ 199 ] |
| 2011 | Teen Choice Awards                        | Red Carpet Fashion Icon – Female                                                                 | Estilo                                                                    | Indicada  | [ 200 ] |
| 2011 | Teen Choice Awards                        | Choice Movie: Liplock (com Alex Pettyfer)                                                        | Beastly                                                                   | Indicada  | [ 200 ] |
| 2011 | Golden Schmoes Awards                     | Best T&A of the Year (com Emily Browning, Jena Malone, Abbie Cornish e Jamie Chung)              | Sucker Punch                                                              | Indicada  |         |
| 2012 | Teen Choice Awards                        | Choice Movie Actress: Sci-Fi/Fantasy                                                             | Journey 2: The Mysterious Island                                          | Indicada  | [ 201 ] |
| 2012 | Variety's Power of Youth                  | Homenageada                                                                                      | Make-A-Wish Foundation                                                    | Vencedora | [ 202 ] |
| 2013 | Nickelodeon Kids' Choice Awards           | Favorite Movie Actress                                                                           | Journey 2: The Mysterious Island                                          | Indicada  | [ 203 ] |
| 2013 | Ischia Global Fest                        | Ischia Global Icon Award                                                                         | The Frozen Ground                                                         | Vencedora | [ 204 ] |
| 2013 | Ischia Global Fest                        | Ischia Legend Award                                                                              | The Frozen Ground                                                         | Vencedora | [ 204 ] |
| 2013 | Heartland Film Festival                   | Pioneering Spirit Rising Star                                                                    | Gimme Shelter                                                             | Vencedora | [ 205 ] |
| 2013 | Alliance of Women Film Journalists Awards | Actress Most in Need Of A New Agent (com Selena Gomez, Ashley Benson e Rachel Korine)            | Spring Breakers                                                           | Indicada  | [ 206 ] |
| 2014 | The Candie's Foundation Honor Ceremony    | Homenageada                                                                                      | Gimme Shelter                                                             | Vencedora | [ 207 ] |
| 2014 | MTV Movie Awards                          | Best Kiss (com James Franco e Ashley Benson)                                                     | Spring Breakers                                                           | Indicada  | [ 208 ] |
| 2014 | Young Hollywood Awards                    | Trendsetter Of The Year                                                                          | Estilo                                                                    | Vencedora | [ 209 ] |
| 2015 | Broadway.com Audience Choice Awards       | Favorite Leading Actress in a Musical                                                            | Gigi                                                                      | Indicada  | [ 210 ] |
| 2015 | Broadway.com Audience Choice Awards       | Favorite On Stage Pair (com Corey Cott)                                                          | Gigi                                                                      | Indicada  | [ 210 ] |
| 2015 | Broadway.com Audience Choice Awards       | Favorite Breaktrough Performance Female                                                          | Gigi                                                                      | Vencedora | [ 211 ] |
| 2015 | Industry Dance Awards                     | Breakthrough Performer                                                                           | Gigi                                                                      | Vencedora | [ 212 ] |
| 2017 | Victoria's Secret What is Sexy 2017       | Sexiest Style Risk-Taker                                                                         | Estilo                                                                    | Vencedora | [ 213 ] |
| 2017 | Streamy Awards                            | Best Cover (com Ashley Tisdale)                                                                  | Ex's & Oh's (Elle King Cover)                                             | Indicada  | [ 214 ] |
| 2017 | Teen Choice Awards                        | #SeeHer Award                                                                                    | Influência na luta das mulheres na mídia                                  | Vencedora | [ 215 ] |
| 2017 | MTV Movie & TV Awards                     | Best Musical Moment (com o elenco de Grease: Live!)                                              | You're the One That I Want                                                | Vencedora | [ 216 ] |
| 2018 | Ulta Beauty GM Conference                 | So Color Cult Icon Award                                                                         | Estilo                                                                    | Vencedora | [ 217 ] |
| 2019 | Broadway World Washington DC Awards       | Best Actress In A Musical – Large Professional Theatre                                           | In The Heights                                                            | Vencedora | [ 218 ] |
| 2019 | Napa Valley Film Festival                 | Blackbird Vineyards Visionary                                                                    | Carreira                                                                  | Vencedora | [ 219 ] |
| 2020 | E! People's Choice Awards                 | The Female Movie Star Of 2020                                                                    | Bad Boys para Sempre                                                      | Indicada  | [ 220 ] |
| 2020 | E! People's Choice Awards                 | The Action Movie Star Of 2020                                                                    | Bad Boys para Sempre                                                      | Indicada  | [ 220 ] |
| 2021 | Nickelodeon Kids' Choice Awards           | Favorite Movie Actress                                                                           | The Princess Switch: Switched Again                                       | Indicada  | [ 221 ] |
| 2021 | Filming Italy Sardegna Festival           | Homenageada                                                                                      | Carreira                                                                  | Vencedora |         |
| 2022 | Filming Italy Los Angeles Festival        | Homenageada com o prêmio “Women Power Award”                                                     | Por seu contínuo apoio e assistência às mulheres em situação de violência | Vencedora | [ 222 ] |
| 2022 | MTV Movie & TV Awards                     | Best Musical Moment (com Andrew Garfield)                                                        | Tick, Tick... Boom!                                                       | Indicada  | [ 223 ] |